# Renato Augusto (futebolista nascido em 1990)
Renato Augusto de Assis Pinto mais conhecido como Renato Augusto (Bom Despacho, 17 de julho de 1990) é um ex-futebolista brasileiro que atuava como volante.

## Carreira

### Início da carreira
Capitão nas divisões de base do Vasco, Renato Augusto subiu ao profissionais em 2010. Marcou seu primeiro gol pelos profissionais arriscando um chute de longe contra o Cruzeiro, em que a sua equipe perdeu por 3x1, mas não deu sequência de jogos como todos esperavam. Acabou perdendo espaço no Carioca do ano seguinte.

### Atlético-GO
Em 2011, após perder espaço no clube cruzmaltino, o atleta é emprestado ao Atlético-GO, para a disputa do Brasileirão.

### Retorno ao Vasco
Em 2012, Renato é reintegrado ao elenco cruzmaltino, após treinar separadamente do elenco.Voltou a entrar em campo somente no último jogo do Brasileirão - vitória por 2x1 sobre o Fluminense. Em 2013, o jovem meia não foi contado para a temporada e sequer vem treinando com o grupo e aguarda propostas para sair. Seu sonho era deixar o cruzmaltino e jogar no Cruzeiro, após lamentar falta de oportunidade ao longo do ano. Seu contrato com o cruz-maltino vai até 22 de maio de 2014.

### Betim
Em fevereiro de 2014, Renato Augusto confirma seu empréstimo ao Betim até o fim de seu contrato, que expira no dia 22 de maio.Estreou contra o Democrata-GV no qual a sua equipe foi derrotada por 2x0. E foi titular contra o Social no qual a sua equipe acabou derrotada por 1–0.Após disputar o Módulo II, Renato Augusto retorna de empréstimo, mas deixou o Vasco da Gama após seu contrato terminar, mas não foi renovado.
Em fevereiro de 2015, Renato Augusto retorna ao Ipatinga, novamente para a disputa do Módulo II do Mineiro. Sua reestreia foi contra o América-TO, no qual jogou como titular e a sua equipe empatou fora de casa por 1–1. Marcou seu primeiro gol com a camisa do Tigrão de Aço, válida pela 10ª rodada do Módulo II, contra o Social, no empate de 1–1, ajudando a equipe rumo a classificação para a segunda fase.

### Paraíso
Em 17 de março de 2017, sem clube desde 2015, Renato Augusto foi anunciado pelo Paraíso, de Tocantins, para a disputa do Campeonato Tocantinense.

### Araguaína
Em março de 2018, Renato Augusto foi confirmado como novo reforço do Araguaína, também de Tocantins.

### Rio São Paulo
No dia 31 de julho de 2019, Renato Augusto foi anunciado como reforço de peso do Rio São Paulo, para o restante do Campeonato Carioca da Série B2, sendo registrado no mesmo dia pelo BID, da CBF.

## Títulos
Vasco da Gama
- Torneio OPG: 2009
- Campeonato Carioca Sub-20: 2010
- Copa do Brasil: 2011

Rio São Paulo
- Carioca Série B2: 2019

### Clubes
| Clube               | Temporada         | Campeonato nacional | Campeonato nacional | Copa nacional[a] | Copa nacional[a] | Competições continentais[b] | Competições continentais[b] | Campeonato estadual | Campeonato estadual | Total | Total |
| Clube               | Temporada         | Jogos               | Gols                | Jogos            | Gols             | Jogos                       | Gols                        | Jogos               | Gols                | Jogos | Gols  |
| ------------------- | ----------------- | ------------------- | ------------------- | ---------------- | ---------------- | --------------------------- | --------------------------- | ------------------- | ------------------- | ----- | ----- |
| Vasco da Gama       | 2010              | 5                   | 1                   | —                | —                | —                           | —                           | —                   | —                   | 5     | 1     |
| Vasco da Gama       | 2011              | —                   | —                   | —                | —                | —                           | —                           | 0                   | 0                   | 0     | 0     |
| Vasco da Gama       | 2012              | 1                   | 0                   | —                | —                | —                           | —                           | —                   | —                   | 1     | 0     |
| Vasco da Gama       | Total             | 6                   | 1                   | —                | —                | —                           | —                           | 0                   | 0                   | 6     | 1     |
| Atlético Goianiense | 2011              | 3                   | 0                   | —                | —                | —                           | —                           | —                   | —                   | 3     | 0     |
| Atlético Goianiense | Total             | 3                   | 0                   | —                | —                | —                           | —                           | —                   | —                   | 3     | 0     |
| Ipatinga            | 2014              | —                   | —                   | —                | —                | —                           | —                           | 5                   | 0                   | 5     | 0     |
| Ipatinga            | 2015              | —                   | —                   | —                | —                | —                           | —                           | 10                  | 1                   | 10    | 1     |
| Ipatinga            | Total             | —                   | —                   | —                | —                | —                           | —                           | 15                  | 1                   | 15    | 1     |
| Total na carreira   | Total na carreira | 9                   | 1                   | 0                | 0                | 0                           | 0                           | 15                  | 1                   | 24    | 2     |